# コカンセツ!
『コカンセツ!』は、南々井梢による日本のライトノベル、またそれを原作とした舞台作品。第6回トクマ・ノベルズEdge新人賞を受賞した。文庫版には『男子新体操系男子』という副題が付く。

## あらすじ
東京の端っこにある、偏差値も校風もごく普通でスポーツが盛んな私立誠南実業高校の二年生・広瀬悠太は、望んだわけでもなく入部した男子新体操部に対する「キモい」という偏見に耐えられずにいた。三年生の林原とマネージャー太田が大会出場のため不在になったある日、その隙に部員の同級生や後輩たち7人と「新体操部をヒップホップ部に変えよう」というクーデターを企てる。

## 既刊一覧
- 単行本：徳間書店、2009年7月16日発行、ISBN 978-4-19-862758-4
- 文庫本：徳間文庫、2010年6月4日発行、ISBN 978-4-19-893170-4

## 舞台
トライフルエンターテインメントの制作により舞台化され、2010年8月11日から8月15日まで天王洲銀河劇場にて上演。2011年9月21日から9月25日まで、キャストを一新した『コカンセツ!〜再演〜』が同会場にて上演された。初演・再演ともにトライフルエンターテインメントからDVDが発売されている。

### キャスト
※役名の区分は二役であることを表し、演者名の区分は初演/再演を表す。
- 広瀬悠太 - 真山明大 / 木ノ本嶺浩
- 中西豪 - 大河元気 / 谷内伸也（Lead）
- 清宮文彦 - 村井良大 /  榊原徹士（新選組リアン）
- 河合雅樹 - 平田裕一郎 / 浜尾京介
- 浜野大輔 - 北代高士 / 太田基裕
- 保田洋介 - 椎名鯛造 / 永嶋柊吾
- 早川慶 - 清水大樹 / 秋元龍太朗
- 乃木坂ひろみ - 橘ゆりか（アイドリング!!!）[4] / 逢沢りな
- 林原賢郎 - 祝陽平（初演/再演とも）
- 高田/クリス - HILOMU / 安達雅哉
- 幸田/ケースケ - バーンズ勇気 / 加藤貴彦
- 斉藤/ユージ - 福本有希 / 中野真太郎
- 太田武史[5] - 斉藤崇 / あかつ
- 山城一洋 - 橋本哲臣 / 袴田裕幸
- 秋元 - 西崎あや / 小田島渚
- 森川 - 石塚みづき / 林原彩
- 高梨秋奈 - 酒井香奈子 / 清水ゆう子
- 西谷猛[5] - 増田裕生 / 梅田直樹
- 篠田美帆[5] - 内田あや香 / 恒吉梨絵

日替わりゲスト
- 日替わりゲストは、山城の部下・岩切の役を務めた。
  - 初演[6] - 林明寛、平野良、古原靖久、長谷部恵介、髙木俊
  - 再演[7] - 真山明大、増田裕生、國定拓弥（新選組リアン）、松岡卓弥（サーターアンダギー）、八神蓮

### スタッフ
- 原作：南々井梢『コカンセツ!』（徳間書店）
- 演出：宇治川まさなり
- 脚本：米山和仁（劇団ホチキス）
- 制作：トライフルエンターテインメント